# Timo Rautiainen
Timo Rautiainen (ur. 13 listopada 1964 w Espoo) – fiński sportowiec, pilot rajdowy, współpracujący z kierowcą Marcusem Grönholmem. Dwukrotnie zdobył z nim mistrzostwo świata (w 2000 i 2002).
W rajdach WRC zadebiutował w 1984 roku w rajdzie Nowej Zelandii. Jest stałym pilotem Grönholma od 1995 roku.
Żonaty z Micaelą (siostrą Marcusa), mają dwójkę dzieci.